# أبو طه (دكرنس)
قرية أبو طه هي إحدى القرى التابعة لمركز دكرنس في محافظة الدقهلية في جمهورية مصر العربية. حسب إحصاءات سنة 2006، بلغ إجمالي السكان في أبو طه 972 نسمة، منهم 505 رجل و467 امرأة.